# Kolosseum (Erlangen)

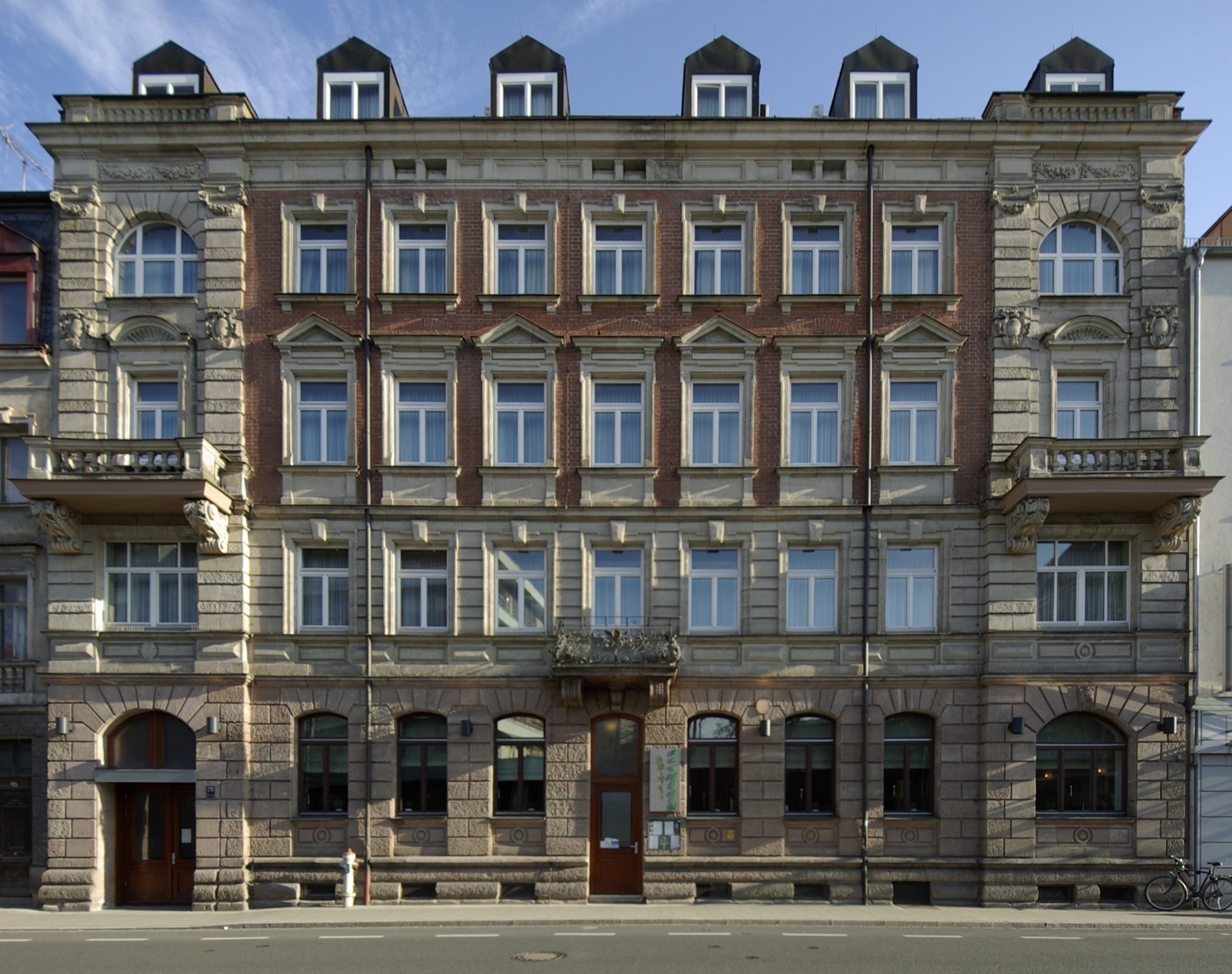
Gebäude Henkestraße 28

Das Kolosseum (auch Colosseum) ist ein ehemaliger Varieté- und Kino-Saalbau in Erlangen. Das Haus ist in der Bayerischen Denkmalliste für Erlangen eingetragen. In der Zeit des Nationalsozialismus fungierte es als zentraler Versammlungsort der NSDAP. Seit 1974 ist das Gebäude Teil des Hotels „Bayerischer Hof“.

## Geschichte

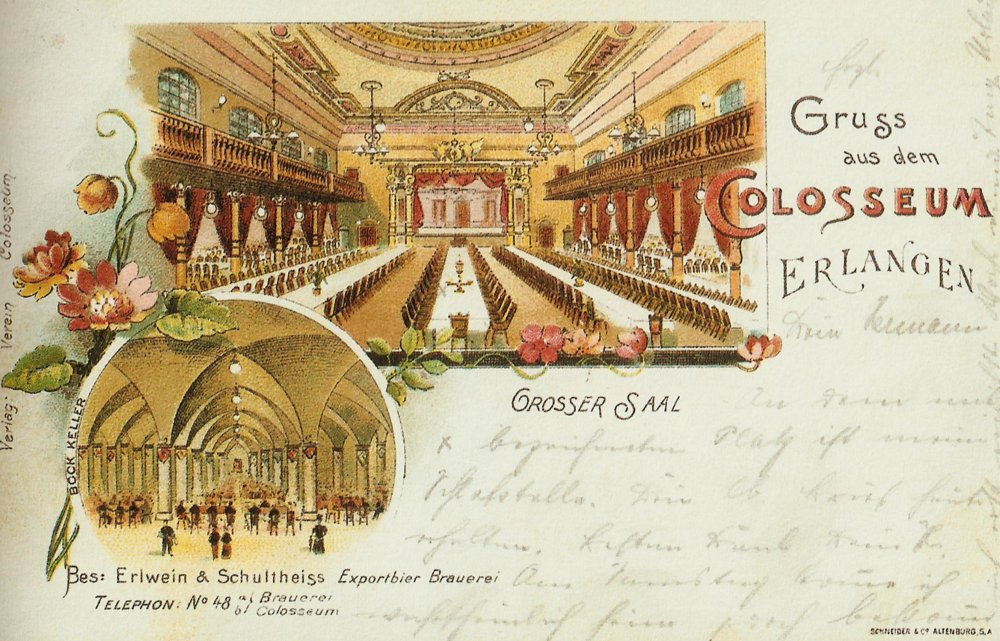
Großer Saal im Colosseum, Postkarte um 1900

1887 entstand die breite, aber völlig unbebaute Henkestraße, benannt nach dem Mediziner Adolph Christian Heinrich Henke. Baumeister und Architekt Casimir Böhmer ließ den Saalbau Kolosseum in der Henkestraße 28 erbauen, am 15. September 1894 fand das Richtfest statt. Am 16. November 1894 erfolgte die Eröffnung des Restaurants unter Mitwirkung der Musikkapelle des 19. Infanterieregiments. Wenige Tage später öffnete auch das Theater-Varieté Kolosseum. Im Garten wurde zudem ein Musikpavillon errichtet. 1895 wurde die Schankwirtschaftserlaubnis erteilt und Veranstaltungen von Variete-Theaterveranstaltungen erlaubt. Der Plan, hier größere und häufige Varieté-Vorstellungen zu veranstalten, musste aufgrund der geringen Einwohnerzahl Erlangens (ca. 20.000–25.000) wieder fallengelassen werden. Kleinere Sommer- und Bauerntheater gastieren danach regelmäßig mehrere Wochen im Kolosseums-Saal bis 1914. Auch Turn-, Fach- und Unterhaltungsvereine benutzten den Saal für Veranstaltungen, Theaterabende und Ausstellungen (Kleintierzüchter). Der Theaterbetrieb wurde bis zum Beginn des Ersten Weltkriegs fortgeführt. Die Bierfeste im sogenannten Bockkeller waren beliebt und bekannt. In diesem, von 40 Kreuzgewölben getragenen Gewölbekeller (heutiges Hofgewölbe), fanden bis kurz vor dem Beginn des Ersten Weltkriegs Bockbierfeste statt. Sehr beliebt waren auch die Freimusiken im eigens dafür errichteten Musikpavillon im großen Garten. 1896 wurde das Kolosseum von der Exportbierbrauerei Erlwein & Schultheiß in Erlangen für circa 90.000 Mark erworben. Bis 1942 verblieb das Kolosseum im Besitz dieser Brauerei bzw. deren Nachfolgerin, der Hofbräu-AG.
Während des Ersten Weltkrieges, bis Juli 1919, diente das Kolosseum dem Militär als Lazarett für Verwundete. Der Theater- und Restaurantbetrieb wurde nach dem Ersten Weltkrieg zwar wieder aufgenommen, doch in den Folgejahren größtenteils eingestellt, da er für Erlwein & Schultheiß nicht mehr rentabel war. Die Firma EOS Elemente- und Batteriebau GmbH (Spezialfabrik für elektronische, galvanisierte Elemente und Batterien) richtete für kurze Zeit ihren Fabrikbetrieb im kleinen Saal ein. Konrad Scheiderer, der bis dahin letzte Wirt, betrieb ab Dezember 1933 für mehrere Jahre eine Wirtschaft im Kolosseum. In den 1920er und '30er Jahren diente der Saal des Kolosseums als Hauptversammlungsort der NSDAP. Auf politischen Veranstaltungen sprachen u. a. Joseph Goebbels und Julius Streicher. Adolf Hitler hielt hier am 17. Mai 1923 vor 2.000 Zuhörern seine erste Rede in Erlangen, der vier weitere im Kolosseum folgten.
Am 27. Februar 1942 wurde die NS-Organisation „Gesellschaft zur Förderung eines Feierabendheimes in Erlangen“ gegründet. Sie kaufte das Kolosseums-Anwesen für Veranstaltungen und Betriebsfeiern der Deutschen Arbeitsfront. Der Kolosseums-Saal war aufgrund seiner Größe und des damaligen Mangels an Sälen in Erlangen dafür bestens geeignet. Auch das Wohnhaus gehörte ab diesem Zeitpunkt der Deutschen Arbeitsfront. Am 14. November 1945 wurde die Gesellschaft aufgelöst und der Gesamtbesitz des Anwesens mit Gebäude ging an die Stadtverwaltung Erlangen über.
1945 beschlagnahmte die US-Armee das gesamte Anwesen und nutzte das Gebäude in den Jahren 1945–47 als Truppenkino („Glider Theater“). Von April 1947 bis Juni 1953 betrieb die US-Militärverwaltung darin im Rahmen ihres „German Youth Acitvities-Programm“ ein Zentrum für Jugendliche, das Heim der Erlangener Jugend mit zahlreichen Freizeitangeboten und englischen Sprachkursen. Auf noch unbebauten Teilen des Gesamtanwesens, die die Stadt nach 1945 verkaufte, entstanden an der Henkestraße das Geschäftshaus der Firma Helene Bross und an der Schuhstraße das Wohngebäude der Erlanger Baugesellschaft Gebr. Zeitner. Bis 1954 wurden weitere Geschäftsimmobilien gebaut. 1948 wurde der Saal des Kolosseums erneut umgebaut, um dort Veranstaltungen wie z. B. Theater durchzuführen.
Theodor Kirschbaum war seit 1922 Kommanditist des Kolosseums mit einer Einlage von 750.000 Mark. Diese Liegenschaften wurden zwar 1942 von der Feierabendgesellschaft (FAG) enteignet, doch nach der Auflösung der FAG und der Übernahme der US-Besatzungsmacht, beantragte Kirschbaum im Dezember 1948 bei der Wiedergutmachungsbehörde die Rückgabe seines Eigentums. Er erhielt das Anwesen nach einem Vergleichsvertrag von der Stadt am 18. Januar 1952 zurück. Die Arbeitsgemeinschaft der Erlanger Schauspieler zog von 1954 bis 1964 in das Gebäude ein und nutzte es als „Neues Theater“. 1956 baute man den Saal zu einem Lichtspieltheater um. Daraus entstanden die beiden Film-Casinos „Kolosseum“ und „Atelier“, die im November 1956 eröffnet wurden. 1964 mussten die „Kolosseum“-Lichtspiele gemeinsam mit den „Kolosseum“-Gaststätten wegen Unrentabilität geschlossen wurden. Der Unternehmer Otto Eck erwarb 1968 das seit 1964 leer stehende Gebäude, sowie den darin befindlichen ehemaligen Tanz-, Bürger- und Kinosaal „Kolosseum“ und das „Atelier“-Kino mit 300 Plätzen. Von 1973/74 bis 1981 waren im Vorderhaus (mit Eingang an der Henkestraße) noch die beiden Programmkinos „Film-Casino“ und „Atelier“ untergebracht.
Am 8. November 1974 wurden das Hotel Bayerischer Hof mit der Gastwirtschaft „Hubmann-Stube“ offiziell eröffnet, am 1. Februar 1975 der „Löwenbräu-Bierkeller“, früherer Bock-Keller und heutiges Hofgewölbe. In den Jahren 1983 bis 1985 wurde der Bayerische Hof einem erneuten Umbau unterzogen und durch einen Anbau in der Schuhstraße 31 erweitert, wo sich heute der Eingang zum Hotel befindet.

## Architektur
Das Gebäude wurde im Stil der Neorenaissance erbaut und ist ein viergeschossiger, traufständiger Satteldachbau mit flachen Seitenrisaliten. Die Fassade wird von Ziegelmauerwerk mit Sandsteingliederung geschmückt. Der Baukörper wird von einer Attika abgeschlossen. In den Seitenrisaliten sitzen im zweiten Obergeschoss von Konsolen getragene Austritte mit Steinbalustergeländer. Im ersten Obergeschoss über dem schmalen Eingang im Zentrum sitzt ein kleinerer Balkon mit schmiedeeisernem Ornamenteisengitter. Reicher Neorenaissanceschmuck begleitet die Fassade der Risalite.